# Marie Belloc Lowndes
Pour les articles homonymes, voir Belloc (homonymie) et Lowndes.
Marie Lowndes, née Marie-Adélaïde Belloc le 5 août 1868 à Marylebone (Londres) et morte le 14 novembre 1947 à Guildford, dans le Surrey, est une femme de lettres franco-britannique.

## Biographie
Elle est un écrivain apprécié de sa génération. Née en Angleterre à Marylebone, elle passe sa jeunesse en France, à Paris et à La Celle-Saint-Cloud, dans la banlieue ouest de Paris. À la mort de son père, elle retourne vivre en Angleterre, ce qui ne l’empêche pas de faire de nombreux séjours en France.
Fille d’un avocat français, Louis Belloc (1830-1872), et de « Bessie » Elizabeth Rayner Parkes (1829-1925), de nationalité anglaise, laquelle fut à la fois écrivain, féministe et philanthrope, ainsi que la petite-fille du peintre Jean-Hilaire Belloc, elle reçoit une excellente éducation privée. Son frère, Hilaire Belloc, est un écrivain très prolifique. 
En 1896, elle épouse Frederick Sawrey Lowndes, un journaliste anglais travaillant au journal The Times. De cette union naissent trois enfants, Elizabeth, Charles et Susan. Elle meurt le 14 novembre 1947 dans la maison de sa fille, la comtesse Elizabeth Iddesleigh, à Eversley Cross (Hampshire). Elle est enterrée à La Celle-Saint-Cloud, où sa maison existe toujours (au 8B de l’avenue Camille-Normand).
Pendant sa carrière, elle acquiert la réputation d’un écrivain qui sait mêler intrigue et dimension psychologique. Il s'agit souvent de romans sentimentaux, mais aussi de récits policiers reposant sur l'angoisse comme dans L'Étui fatal (The Story of Ivy, 1927) et Tu ne tueras point (Thou Shalt Not Kill, 1927). 
The Philosophy of the Marquise, son premier roman, paraît en 1899, mais ses deux œuvres les plus connues en France demeurent Un étrange locataire (The Lodger), publié en 1913, un roman policier « jugé par le cinéaste Claude Chabrol comme précurseur du thriller psychologique en même temps qu'un des derniers avatars des romans gothiques du XIXe siècle », et son livre de mémoire I Too, Have Lived in Arcadia, publié en 1941, qui retrace sa jeunesse passée en France. 
Certains de ses livres ont été adaptés au cinéma, notamment The Lodger (1913) à plusieurs reprises sous les titres Les Cheveux d'or (The Lodger) par Alfred Hitchcock en 1927 ; Meurtres (The Lodger) par Maurice Elvey en 1932 ; Jack l'Éventreur (The Lodger) par John Brahm en 1944 ; L'Étrange Mr. Slade (Man in the Attic) par Hugo Fregonese en 1953 ; et enfin The Lodger par David Ondaatje en 2009.

## Œuvre

### Romans
- The Philosophy of the Marquise (1899)
- The Heart of Penelope (1904)
- The Pulse of Life: a Story of a Passing World (1906)
- The Uttermost Farthing (1908) Publié en français sous le titre Jusqu'au bout !, Paris, Hachette, 1912
- Love's Revenge (1909)
- When No Man Pursueth: an Everyday Story (1910)
- The Chink in the Armour (1912), aussi paru sous le titre The House of Peril
- Mary Pechell (1912)
- The End of Her Honeymoon (1914)
- The Lodger (1913) Publié en français sous le titre Un étrange locataire, Paris, Librairie des Champs-Élysées, dans le volume omnibus Les Romans qui ont inspiré Hitchcock, vol. 1, 1994
- Good Old Anna (1915)
- The Red Cross Barge (1916)
- Love And Hatred (1917)
- Out of the War? (1918)
- The Lonely House (1919)
- From Out of the Vast Deep (1920)
- What Timmy Did (1921)
- The Terriford Mystery (1924)
- Bread of Deceit (1925), aussi paru sous le titre Afterwards
- The Chianti Flask (1925)
- What Really Happened (1926)
- The Story of Ivy (1927) Publié en français sous le titre L'Étui fatal, Paris, Éditions de France, coll. « À ne pas lire la nuit » no 113, 1937
- Thou Shalt Not Kill (1927) Publié en français sous le titre Tu ne tueras point, Paris, Éditions Rouff, coll. « La Clé » no 30, 1941
- Cressida: No Mystery (1928)
- Dutchess Laura (1929), aussi titré The Duchess Intervenes
- One of Those Ways (1929)
- Letty Lynton (1931), aussi titré Dishonoured Lady
- Vanderlyn's Adventure (1931), aussi titré The House by the Sea
- Jenny Newstead (1932)
- Love is a Flame (1932)
- The Reason Why (1932)
- Duchess Laura: Further Days of Her Life (1933)
- The Net Is Cast (1933), publié sous le pseudonyme Elizabeth Rayner
- Another Man's Wife (1934)
- Who Rides on a Tiger (1935)
- And Call it Accident (1936)
- The Injured Lover (1936), aussi titré The Second Key
- The Marriage Broker (1937), aussi titré The Fortune of Bridget Malone (1937)
- Motive (1938), aussi titré Why It Happened
- Reckless Angel (1939)
- Lizzie Borden: A Study in Conjecture (1939)
- The Christine Diamond (1940)
- Before the Storm (1941)
- What of the Night (1942)
- The Labour of Hercules (1943)
- Where Love and Friendship Dwelt (1943)
- The Merry Wives of Westminster (1946)
- A Passing World (1948)
- She Dwelt with Beauty (1949), publication posthume

### Recueils de nouvelles
- Studies in Wives (1910)
- Studies in Love and Terror (1913)
- The Price of Admiralty (1915)
- Why They Married (1923)
- Some Men and Women (1925)

### Nouvelles
- Barbara Rebell (1905)
- The Decree MAde Absolute (1908)
- The Moving Fingers Writes (1908)
- According to Meredith (1909)
- Jane Oglander (1911)
- A Citizen of Calais (1911)
- The Two Wives (1912)
- Why They Married (1912)
- The Child (1913)
- A Very Modern Instance (1915)
- A Beautiful Superstition (1923)
- The Lace Scarf (1923)
- The Philanderer (1923)
- She Satified Her Curiosity (1924)
- God Has Made Men So (1924)
- The Love Motive in Crime (1924)
- The Day He Forgot (1924)
- Her Last Adventure (1924)
- An Unrecorded Instance (1924)
- The Final Sentence (1925)
- The Other Woman (1925)
- How She Saved Him (1925)
- One Little Minute (1925)
- The Fur Coat (1925)
- The Duchess's Story (1925)
- O Goes by the Face (1925)
- She Loved Him So (1925)
- The Red Pencil (1926)
- Dear Sister (1926)
- The Duenna	 (1926)
- Popeau Intervenes (1926)
- Nurse Dent's Last Case (1927)
- Cash (1927)
- Kind Miss Glint (1927)
- The Catherine Ruby (1929)
- Her Judgement Day (1929)
- The Unbolted Door (1929)
- Quietly... Comfortably (1930)
- The Lion's Mouth (1932)
- The Awakening (1934)
- The Gun-Room (1934)
- Mine (1934)
- What Might Have Happened (1935)

### Théâtre
- The Key: A love drama in three acts (1930)
- With All John's Love (1930)
- Why Be Lonely? (1931)
- The Empress Eugenie: A three-act play (1938)

### Mémoires
- I Too, Have Lived in Arcadia (a record of Love and Childhood) (1941)

### Autres publications
- The Art of Photography: Interview with Mr. H. Hay Herschel Cameron (1897)
- H.R.H., the Prince of Wales: An Account of His Career, Including His Birth, Education, Travels, Marriage And Home Life (1898)
- His Most Gracious Majesty, King Edward VII (1901)
- Edmond and Jules De Goncourt: With Letters, And Leaves from Their Journals (1925)
- Home Life (1898)

## Adaptations

### Au cinéma
- 1922 : The House of Peril, film muet britannique réalisé par Kenelm Foss, adaptation du roman Chink in the Armour
- 1926 : Shameful Behavior, film muet britannique réalisé par Albert H. Kelley
- 1927 : Les Cheveux d'or (The Lodger), film muet britannique réalisé par Alfred Hitchcock, d'après le roman Un étrange locataire (The Lodger), avec Ivor Novello
- 1932 : Captive (Letty Lynton), film américain réalisé par Clarence Brown, adaptation du roman Letty Lynton, avec Joan Crawford et Robert Montgomery
- 1932 : Meurtres (The Lodger), film britannique réalisé par Maurice Elvey, d'après le roman Un étrange locataire (The Lodger), avec Ivor Novello
- 1944 : Jack l'Éventreur (The Lodger), film américain réalisé par John Brahm, d'après le roman Un étrange locataire (The Lodger), avec Laird Cregar, Merle Oberon et George Sanders
- 1947 : Le Crime de Madame Lexton (Ivy), film américain réalisé par Sam Wood, d'après le roman L'Étui fatal (The Story of Ivy), avec Joan Fontaine et Patric Knowles
- 1953 : L'Étrange Mr. Slade (Man in the Attic), film américain réalisé par Hugo Fregonese, d'après le roman Un étrange locataire (The Lodger), avec jack Palance
- 2009 : The Lodger, film américain réalisé par David Ondaatje, d'après le roman Un étrange locataire (The Lodger), avec Alfred Molina et Hope Davis

### À la télévision
- 1967 : Der Mieter, téléfilm allemand réalisé par Wolf Dietrich (de), d'après le roman Un étrange locataire (The Lodger)

## Sources
: document utilisé comme source pour la rédaction de cet article.
- Claude Mesplède (dir.), Dictionnaire des littératures policières, vol. 2 : J - Z, Nantes, Joseph K, coll. « Temps noir », 2007, 1086 p. (ISBN 978-2-910-68645-1, OCLC 315873361), p. 229-230.